# Macrotarsomys
Macrotarsomys — рід гризунів родини Незомієві (Nesomyidae). Рід включає в себе три види, які живуть тільки на Мадагаскарі.

## Опис
Задні ноги збільшені і вони є жителями сухих луків і лісів. Їх хутро коричневого кольору зверху, нижня сторона білувата. Характеристикою є великі вуха і подовжений хвіст, який може бути вдвічі довше тіла і закінчується пухнастим кінцем.

## Звички
Веде виключно нічний спосіб життя і рухається постійно або стрибками у пошуках їжі. Протягом дня, вони відступають у нори, вхід в які часто прихований під кущем або каменем, і які можуть бути довжиною до 1,5 метрів. Їжа цих тварин складається з ягід, фруктів, коренів і стебел. Про соціальну поведінку та репродуктивність мало відомо, мабуть, вони живуть парами.